# Satakhani
Satakhani (en népalais : साटाखानी) est un comité de développement villageois du Népal situé dans le district de Surkhet. Au recensement de 2011, il comptait 9 251 habitants.